# ベサルト・イブライミ
ベサルト・イブライミ（マケドニア語: Бесарт Ибраими、1986年12月17日 - ）は、北マケドニアのサッカー選手。元北マケドニア代表。ポジションはFW。

## クラブ歴
アルバニア人の家にキチェヴォで生まれ、FKヴラズリミで選手となった。2007年1月にFKナプレドクに移籍し1年半在籍。2008年9月にFKレノヴァに移籍。
2010年1月12日にドイツ・ブンデスリーガのシャルケ04に移籍。2月6日のSCフライブルク戦で77分にクリストフ・モリッツに代わって出場しブンデスリーガデビュー。しかし同年夏にはセカンドチームに送られる事となったが、彼はヨーロッパ連合の国籍を有していないためにセカンドチームでは出場出来なかった。
2011年1月26日にFCセヴァストポリに移籍。SCタフリヤ・シンフェロポリ、FCメタルルフ・ザポリージャに期限付き移籍した。
2014年1月にキプロス・ファーストディビジョンのエノシス・ネオン・パラリムニFCに加入。同年夏にエルミス・アラディプに移籍、9月1日の試合で56分にパウロ・ピナに代わって投入されて移籍後初出場。
2015年にKFシュケンディヤに加入しマケドニア共和国に復帰。

## 代表歴
U-21代表を経て、北マケドニア代表となった。2009年9月5日に行われたスコットランド代表との2010 FIFAワールドカップ・ヨーロッパ予選の一戦で初キャップ。

## 家族
いとこのヴァロン・アフメディもサッカー選手。

## タイトル
- マケドニア共和国年間最優秀サッカー選手賞: 2009, 2016
- プルヴァ・マケドンスカ・フドバルスカ・リーガ得点王: 2016, 2017, 2018, 2021